# 博多尼
博多尼，是匈牙利赫维什州所辖的一个村。总面积28.97平方公里，总人口750，人口密度25.9人/平方公里（2011年1月1日）。